# Leszek Balcerowicz
Leszek Henryk Balcerowicz, född 19 januari 1947 i Lipno, är en polsk nationalekonom och politiker. Han var Polens finansminister 1989–1991 och 1997–2000 samt partiordförande för Frihetsunionen 1995–2000. Balcerowicz var Polens centralbankschef 2001–2007.